# Jake Bugg (album)
Pour les articles homonymes, voir Jake Bugg.
Albums de Jake Bugg
Shangri La
(2013)
Singles
1. Trouble Town
Sortie : 4 mars 2012
2. Country Song
Sortie : 30 mars 2012
3. Lightning Bolt
Sortie : 27 avril 2012
4. Taste It
Sortie : 13 juillet 2012
5. Two Fingers
Sortie : 25 février 2013
6. Seen it All
Sortie : 7 septembre 2012

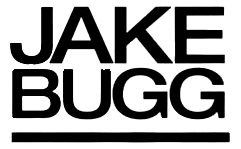
Jake Bugg (album)

Jake Bugg est le premier album studio de l'auteur-compositeur-interprète britannique Jake Bugg. Il est sorti le 15 octobre 2012 au Royaume-Uni, le 21 janvier 2013 en France et le 9 avril 2013 aux États-Unis.

## Liste des pistes
| No  | Titre              | Auteur                 | Producteur(s) | Durée |
| --- | ------------------ | ---------------------- | ------------- | ----- |
| 1.  | Lightning Bolt     | Jake Bugg, Iain Archer | Archer        | 2:24  |
| 2.  | Two Fingers        | Bugg, Archer           | Mike Crossey  | 2:24  |
| 3.  | Taste it           | Bugg, Archer           | Archer        | 2:24  |
| 4.  | Seen it All        | Bugg, Archer           | Crossey       | 2:51  |
| 5.  | Simple as This     | Bugg, Matt Prime       | Prime         | 3:19  |
| 6.  | Country Song       | Bugg                   | Jason Hart    | 1:49  |
| 7.  | Broken             | Bugg, Crispin Hunt     | Hunt          | 4:07  |
| 8.  | Trouble Town       | Bugg, Archer           | Archer        | 2:50  |
| 9.  | Ballad of Mr Jones | Bugg, Archer           | Crossey       | 2:39  |
| 10. | Slide              | Bugg, Archer           | Crossey       | 3:08  |
| 11. | Someone Told Me    | Bugg                   | Hart          | 2:36  |
| 12. | Note To Self       | Bugg, Archer           | Archer        | 2:40  |
| 13. | Someplace          | Bugg                   | Crossey       | 3:32  |
| 14. | Fire               | Bugg                   |               | 1:45  |

## Classement
| Classement (2012-2013)           | Meilleure position |
| -------------------------------- | ------------------ |
| Autriche (Ö3 Austria Top 40)     | 8                  |
| Belgique (Flandre Ultratop)      | 19                 |
| Belgique (Wallonie Ultratop)     | 56                 |
| Danemark (Tracklisten)           | 12                 |
| Pays-Bas (Dutch Albums Chart)    | 21                 |
| France (SNEP)                    | 21                 |
| Allemagne (Media Control Charts) | 10                 |
| Irlande (Irish Albums Chart)     | 8                  |
| Norvège (VG-lista)               | 34                 |
| Écosse (Scottish Albums Chart)   | 1                  |
| Suisse (Schweizer Hitparade)     | 39                 |
| Royaume-Uni (UK Albums Chart)    | 1                  |
| États-Unis (Billboard 200)       | 75                 |

## Singles
- Trouble Town est sorti le 4 mars 2012
- Country Song, sorti le 30 mars 2012, se classe 100e au Royaume-Uni.
- Lightning Bolt, sorti le 27 avril 2012, se classe 26e au Royaume-Uni et 45e en Allemagne.
- Taste it, sorti le 13 juillet 2012, se classe 90e au Royaume-Uni.
- Two Fingers, sorti le 7 septembre 2012, se classe 28e au Royaume-Uni.